# Selección femenina de fútbol de Tahití
La selección femenina de fútbol de Tahití es el equipo representativo de dicho país en torneos oficiales. Su organización está a cargo de la Federación Tahitiana de Fútbol, miembro de la OFC y la FIFA.

## Últimos y próximos encuentros
Actualizado al último partido jugado el 1 de diciembre de 2023
| Fecha      | Ciudad  | Local   | Resultado | Visitante  | Competición              |
| ---------- | ------- | ------- | --------- | ---------- | ------------------------ |
| 29-08-2023 | Papeete | Tahití  | 1:0       | Islas Cook | Partido amistoso         |
| 01-09-2023 | Papeete | Tahití  | 1:1       | Islas Cook | Partido amistoso         |
| 18-11-2023 | Honiara | Tahití  | 2:3       | Samoa      | Juegos del Pacífico 2023 |
| 21-11-2023 | Honiara | Tonga   | 2:2       | Tahití     | Juegos del Pacífico 2023 |
| 28-11-2023 | Honiara | Vanuatu | 2:1       | Tahití     | Juegos del Pacífico 2023 |
| 01-12-2023 | Honiara | Tonga   | 2:0       | Tahití     | Juegos del Pacífico 2023 |

## Estadísticas

### Copa Mundial Femenina de Fútbol
| Copa Mundial Femenina de Fútbol | Copa Mundial Femenina de Fútbol | Copa Mundial Femenina de Fútbol | Copa Mundial Femenina de Fútbol | Copa Mundial Femenina de Fútbol | Copa Mundial Femenina de Fútbol | Copa Mundial Femenina de Fútbol | Copa Mundial Femenina de Fútbol | Copa Mundial Femenina de Fútbol | Copa Mundial Femenina de Fútbol |
| Año                             | Ronda                           | Pos.                            | J                               | G                               | E                               | P                               | GF                              | GC                              | DG                              |
| ------------------------------- | ------------------------------- | ------------------------------- | ------------------------------- | ------------------------------- | ------------------------------- | ------------------------------- | ------------------------------- | ------------------------------- | ------------------------------- |
| 1991                            | No existía la selección         | No existía la selección         | No existía la selección         | No existía la selección         | No existía la selección         | No existía la selección         | No existía la selección         | No existía la selección         | No existía la selección         |
| 1995                            | No existía la selección         | No existía la selección         | No existía la selección         | No existía la selección         | No existía la selección         | No existía la selección         | No existía la selección         | No existía la selección         | No existía la selección         |
| 1999                            | No existía la selección         | No existía la selección         | No existía la selección         | No existía la selección         | No existía la selección         | No existía la selección         | No existía la selección         | No existía la selección         | No existía la selección         |
| 2003                            | No participó                    | No participó                    | No participó                    | No participó                    | No participó                    | No participó                    | No participó                    | No participó                    | No participó                    |
| 2007                            | No participó                    | No participó                    | No participó                    | No participó                    | No participó                    | No participó                    | No participó                    | No participó                    | No participó                    |
| 2011                            | No clasificó                    | No clasificó                    | No clasificó                    | No clasificó                    | No clasificó                    | No clasificó                    | No clasificó                    | No clasificó                    | No clasificó                    |
| 2015                            | No participó                    | No participó                    | No participó                    | No participó                    | No participó                    | No participó                    | No participó                    | No participó                    | No participó                    |
| 2019                            | No clasificó                    | No clasificó                    | No clasificó                    | No clasificó                    | No clasificó                    | No clasificó                    | No clasificó                    | No clasificó                    | No clasificó                    |
| 2023                            | No clasificó                    | No clasificó                    | No clasificó                    | No clasificó                    | No clasificó                    | No clasificó                    | No clasificó                    | No clasificó                    | No clasificó                    |
| 2027                            | Por disputarse                  | Por disputarse                  | Por disputarse                  | Por disputarse                  | Por disputarse                  | Por disputarse                  | Por disputarse                  | Por disputarse                  | Por disputarse                  |
| Total                           | 0/9                             | -                               | -                               | -                               | -                               | -                               | -                               | -                               | -                               |

### Copa de Naciones de la OFC
| Copa de Naciones de la OFC | Copa de Naciones de la OFC | Copa de Naciones de la OFC | Copa de Naciones de la OFC | Copa de Naciones de la OFC | Copa de Naciones de la OFC | Copa de Naciones de la OFC | Copa de Naciones de la OFC | Copa de Naciones de la OFC | Copa de Naciones de la OFC |
| Año                        | Ronda                      | Pos.                       | J                          | G                          | E                          | P                          | GF                         | GC                         | DG                         |
| -------------------------- | -------------------------- | -------------------------- | -------------------------- | -------------------------- | -------------------------- | -------------------------- | -------------------------- | -------------------------- | -------------------------- |
| 1983                       | No existía la selección    | No existía la selección    | No existía la selección    | No existía la selección    | No existía la selección    | No existía la selección    | No existía la selección    | No existía la selección    | No existía la selección    |
| 1986                       | No existía la selección    | No existía la selección    | No existía la selección    | No existía la selección    | No existía la selección    | No existía la selección    | No existía la selección    | No existía la selección    | No existía la selección    |
| 1989                       | No existía la selección    | No existía la selección    | No existía la selección    | No existía la selección    | No existía la selección    | No existía la selección    | No existía la selección    | No existía la selección    | No existía la selección    |
| 1991                       | No existía la selección    | No existía la selección    | No existía la selección    | No existía la selección    | No existía la selección    | No existía la selección    | No existía la selección    | No existía la selección    | No existía la selección    |
| 1994                       | No existía la selección    | No existía la selección    | No existía la selección    | No existía la selección    | No existía la selección    | No existía la selección    | No existía la selección    | No existía la selección    | No existía la selección    |
| 1998                       | No existía la selección    | No existía la selección    | No existía la selección    | No existía la selección    | No existía la selección    | No existía la selección    | No existía la selección    | No existía la selección    | No existía la selección    |
| 2003                       | No existía la selección    | No existía la selección    | No existía la selección    | No existía la selección    | No existía la selección    | No existía la selección    | No existía la selección    | No existía la selección    | No existía la selección    |
| 2007                       | No participó               | No participó               | No participó               | No participó               | No participó               | No participó               | No participó               | No participó               | No participó               |
| 2010                       | Fase de grupos             | 5.°                        | 3                          | 1                          | 0                          | 2                          | 5                          | 9                          | -4                         |
| 2014                       | No participó               | No participó               | No participó               | No participó               | No participó               | No participó               | No participó               | No participó               | No participó               |
| 2018                       | Fase de grupos             | 6.°                        | 3                          | 0                          | 1                          | 2                          | 8                          | 12                         | -4                         |
| 2022                       | Cuartos de final           | 6.°                        | 3                          | 0                          | 1                          | 2                          | 1                          | 3                          | -2                         |
| Total                      | 3/12                       | 9.°                        | 9                          | 1                          | 2                          | 6                          | 14                         | 24                         | -10                        |

### Juegos del Pacífico
| Juegos del Pacífico | Juegos del Pacífico | Juegos del Pacífico | Juegos del Pacífico | Juegos del Pacífico | Juegos del Pacífico | Juegos del Pacífico | Juegos del Pacífico | Juegos del Pacífico | Juegos del Pacífico |
| Año                 | Ronda               | Pos.                | J                   | G                   | E                   | P                   | GF                  | GC                  | DG                  |
| ------------------- | ------------------- | ------------------- | ------------------- | ------------------- | ------------------- | ------------------- | ------------------- | ------------------- | ------------------- |
| 2003                | Cuarto lugar        | 4.°                 | 6                   | 3                   | 1                   | 2                   | 11                  | 8                   | +3                  |
| 2007                | Cuarto lugar        | 4.°                 | 5                   | 2                   | 1                   | 2                   | 6                   | 6                   | 0                   |
| 2011                | Fase de grupos      | 5.°                 | 4                   | 2                   | 1                   | 1                   | 6                   | 1                   | +5                  |
| 2015                | No participó        | No participó        | No participó        | No participó        | No participó        | No participó        | No participó        | No participó        | No participó        |
| 2019                | Fase de grupos      | 6.°                 | 4                   | 1                   | 1                   | 2                   | 1                   | 6                   | -5                  |
| 2023                | Fase de grupos      | 8.°                 | 4                   | 0                   | 1                   | 3                   | 5                   | 9                   | -4                  |
| Total               | 5/6                 | 3.°                 | 23                  | 8                   | 5                   | 10                  | 29                  | 30                  | -1                  |

## Palmarés
- Juegos del Pacífico:
  -  Cuarto lugar (2): 2003 y 2007